# Sergio Scariolo
Sergio Scariolo (Brescia, 1. travnja 1961.) je talijanski košarkaški trener. Vodio je talijansku vojnu reprezentaciju te Španjolsku. 
Trenirao je u Euroligi sezone 1998./99. španjolski Tau Ceramica iz Gasteiza. 